# 스콧 캘버트
스콧 캘버트(영어: Scott Kalvert, 1964년 8월 15일 ~ 2014년 3월 15일)는 미국의 영화 감독이자 뮤직비디오 감독이였다.
캘버트는 2014년 3월 5일 로스앤젤레스 우들랜드힐스의 자택에서 자살로 사망한 채 발견되었다. 그는 생전 아내와 두 딸이 슬하에 있었다.

## 작품 목록

### 영화
- 《바스켓볼 다이어리》 (1995년)
- 《듀스 와일드》 (2002년)